# Figueroles
Figueroles è un comune spagnolo di 583 abitanti situato nella comunità autonoma Valenciana.